# L'Aigle de fer 2
Série Aigle de fer
Aigle de fer
(1986) Aigle de fer 3
(1992)
Pour plus de détails, voir Fiche technique et Distribution.
L'Aigle de fer 2 : La Mission (Iron Eagle II) est un film canado-israélien réalisé par Sidney J. Furie, sorti en 1988. C'est le second volet de la tétralogie Aigle de fer.

## Synopsis
Les services de renseignement américain et russe découvrent une base militaire nucléaire dans un pays ennemi. Le général Charles « Chappy » Sinclair est alors chargé de la destruction des missiles. À la suite d'un sabotage, Sinclair et son homologue russe comprennent que cette alliance américano-russe engendre du mécontentement. Parmi ces opposants, le général Stillmore n'admet pas cette politique de détente et préfère recourir aux armes nucléaires, peu importe le nombre de victimes.

## Fiche technique
Sauf indication contraire, les informations mentionnées dans cette section peuvent être confirmées par la base de données cinématographiques IMDb,  présente dans la section « Liens externes ».
- Titre original : Iron Eagle II
- Titre français : L'Aigle de fer 2 : La Mission
- Titre québécois : L'Aigle de fer II
- Réalisation : Sidney J. Furie
- Scénario : Kevin Elders et Sidney J. Furie
- Direction artistique : Robb Wilson King
- Décors : Ariel Roshko
- Costumes : Sylvie Krasker
- Photographie : Alain Dostie
- Montage : Rit Wallis
- Musique : Amin Bhatia
- Production : Sharon Harel, John Kemeny et Jacob Kotzky

Producteurs associés : Stéphane Reichel et Asher Gat
Producteur délégué : Andras Hamori
- Sociétés de production : Carolco Pictures, Alliance Entertainment, Canadian Entertainment Investors Number One and Company Limited Partnership et Harkot Productions
- Société(s) de distribution : Alliance Atlantis Home Video (Canada)
- Pays d'origine : Canada, Israël
- Langues originales : anglais, russe
- Format : couleur — 1.85:1
- Genre : action et guerre
- Durée : 105 minutes
- Dates de sortie[1] : 
  -  États-Unis : 11 novembre 1988
  -  France : 15 février 1989
  -  Royaume-Uni : 24 mars 1989

## Distribution
- Louis Gossett Jr. : Charles « Chappy » Sinclair
- Mark Humphrey : capitaine Matt « Cobra » Cooper
- Stuart Margolin : général Stillmore
- Alan Scarfe : colonel Vardovsky
- Sharon Brandon : Valeri Zuyeniko
- Maury Chaykin : sergent Downs
- Colm Feore : Yuri Lebanov
- Clark Johnson : Graves
- Neil Munro : Edward Strappman
- Gary Reineke : Bowers
- Michael J. Reynolds : le Secrétaire d'État à la Défense
- Jason Gedrick : Doug Masters (non crédité)

## Production

### Genèse et développement
L'histoire du film s'inspire de l'Opération Opéra, une opération militaire israélienne qui se déroula le 7 juin 1981 à Osirak en Irak.

### Attribution des rôles
Seuls Louis Gossett Jr. et Jason Gedrick reprennent leur rôle du premier film. Le second n'apparait que brièvement au début du film et n'est pas crédité au générique.

### Tournage
Le tournage a eu lieu en Israël, notamment sur une base militaire à Ramat-David.

## Bande originale
Bandes originales de Aigle de fer
Aigle de fer
(1986) Aigle de fer 3
(1992)
La musique du film est composée par le Britannique Amin Bhatia. L'album de la bande originale commercialisé par Epic Records contient cependant des chansons non-originales de divers artistes comme Alice Cooper ou Rick Springfield.
Liste des titres
1. Chasing the Angels - interprété par Mike Reno
2. Gimme Some Lovin’ - interprété par D'Insiders (Spencer Davis / Muff Winwood / Steve Winwood)
3. If You Were My Firl - interprété par Henry Lee Summer
4. Burning My Heart Down - interprété par FM
5. I Need You - interprété par Rick Springfield
6. I Got a Line on You - interprété par Alice Cooper
7. Tomcat Prowl - interprété par Doug and the Slugs
8. Livin' on the Edge - interprété par Britny Fox
9. Take These Chains - interprété par Sweet Obsession
10. Enemies Like You and Me - interprété par Ruth Pointer & Billy Vera

## SagaAigle de fer
| Année | Titre                         | Réalisateur(s)  |
| ----- | ----------------------------- | --------------- |
| 1986  | Aigle de fer                  | Sidney J. Furie |
| 1988  | L'Aigle de fer 2 : La Mission | Sidney J. Furie |
| 1992  | Aigle de fer 3                | John Glen       |
| 1995  | Aigle de fer 4                | Sidney J. Furie |